# Cerastium davuricum
Cerastium davuricum là loài thực vật có hoa thuộc họ Cẩm chướng. Loài này được Fisch. ex Spreng. mô tả khoa học đầu tiên năm 1815.